# Чернов, Тихон Петрович
Тихон Петрович Чернов (22 марта [4 апреля] 1900, Москва — 26 февраля 1973, Москва) — советский инженер-строитель, специалист в области промышленного строительства. Заслуженный строитель РСФСР (1967), действительный член Академии строительства и архитектуры СССР (1956), лауреат Сталинской премии (1949).

## Биография
Родился 22 марта (4 апреля) 1900 года в Москве в крестьянской семье. Окончил реальное училище. В 1921 году окончил Московский институт инженеров путей сообщения.
В 1919—1920 годах занимался строительством мостов, складов и восстановлением военных объектов в Тамбове и Воронеже. С 1921 года работал в Москве инженером строительной конторы при штабе РККА, занимался восстановлением гражданских объектов. В 1922—1924 годах — производитель работ инженерно-строительной группы Наркомата путей сообщения. В 1925 году работал в строительном отделении общества «Международная рабочая помощь», которое занималось строительством жилых и промышленных в Московской губернии. В 1925—1931 годах осуществлял руководство строительством зданий Института прикладной минералогии и металлургии НТУ ВСНХ СССР, Научного института по удобрениям и опытного завода Научного института по удобрениям. В 1931—1933 годах начальник конструкторской секции строительного сектора Гипроавтотранса. В 1933—1938 годах руководил строительством металлургических комбинатов В Восточном Казахстане и Забайкалье. В 1938—1944 годах работал главным инженером треста «Строитель». Занимался строительством и реконструкцией промышленных сооружений: Первого государственного автомобильного завода имени Сталина, Московского автомобильного завода имени КИМ, завода «Красный пролетарий» и других. Кроме того, занимался строительством жилых и общественных зданий, внедрял методы поточно-скоростного домостроения.
После начала Великой Отечественной войны руководил строительством оборонительных сооружений на Западном и Юго-Западном фронтах. Находясь в эвакуации в Ташкенте, руководил строительством заводов «Красный Аксай», «Ташсельмаш» и других.
Вернувшись в 1944 году в Москву работал главным инженером треста Моспромстрой. С 1944 по 1950 годах — главный инженер треста Главцентрострой. С 1950 по 1957 год — главный инженер треста Главсвинецпромстрой. С 1957 года — начальник отдела металлургической промышленности Государственного комитета Совета Министров СССР по делам строительства. С 1968 года — председатель экспертной комиссии Госплана СССР.
В 1959—1972 годах заведовал кафедрой технологии строительного производства Московского инженерно-строительного института. С 1956 по 1958 и с 1963 по 1967 год занимал должность главного редактора журнала «Строительная промышленность» (с 1958 года — «Промышленное строительство»).
Действительный член Академии строительства и архитектуры СССР с 1956 года. Член Союза архитекторов СССР с 1957 года.
В 1920-х годах жил в Москве в доме 28 по Ленинградскому шоссе (не сохранился). С конца 1930-х — на Беговой улице, 13.
Умер в Москве 26 февраля 1973 года.

## Награды и звания
- Заслуженный строитель РСФСР (1967)[3]
- Сталинская премия второй степени (1949)[2] — за разработку и внедрение в строительство методов производства бетонных, железобетонных и каменных работ в зимних условиях
- Грамота Верховного Совета Узбекской ССР[3]
- Орден «Знак Почёта» (1942)[4]
- Медаль «За оборону Москвы»[5]
- Медаль «За победу над Германией в Великой Отечественной войне 1941—1945 гг.»[5]

## Сочинения
- Тонкостенный кирпичный свод двоякой кривизны: (Описание конструкции и практика применения). М., 1944 (в соавторстве)
- Современные конструкции и методы возведения свайных фундаментов зданий. Пермь, 1963 (в соавторстве)